# Chris McKay
Chris McKay (Winter Park) is een Amerikaanse film- en televisieregisseur, monteur en animator.

## Biografie
Chris McKay werd geboren in Winter Park (Florida), maar groeide op in Chicago. In zijn jeugd werd hij sterk beïnvloed door het werk van Alfred Hitchcock. Hij studeerde twee jaar als filmstudent aan de Southern Illinois University en behaalde zijn diploma uiteindelijk aan Columbia College Chicago. 

### Televisie
McKay werkte na zijn studies in een bedrijf dat video- en filmmateriaal verhuurde. Nadat hij zijn eigen materiaal had aangeschaft, begon hij met het filmen en monteren van korte films, muziekclips en experimentele video's. Nadien ging hij bij een productiebedrijf aan de slag als filmmonteur, waar hij in 2002 zijn eerste film, 2wks, 1yr, maakte.
In 2004 verhuisde hij naar Los Angeles, waar hij monteur werd voor de animatiestudio ShadowMachine. Bij dat bedrijf werkte hij mee aan de stop-motionserie Robot Chicken van bedenkers Seth Green en Matthew Senreich. Voor Adult Swim werkte hij nadien ook mee aan de stop-motionserie Moral Orel. Bij die serie werkte hij zich in 2006 op tot regisseur. Een jaar later mocht hij ook afleveringen van Robot Chicken regisseren. In 2009 regisseerde hij alle afleveringen van het eerste seizoen van de stop-motionserie Titan Maximum.
In 2010 ontving McKay samen met zijn collega's van Robot Chicken de Emmy Award voor beste animatieprogramma (short-format).

### Film
In 2011 werd McKay door Warner Bros. ingehuurd om als co-regisseur en monteur mee te werken aan de animatiefilm The Lego Movie (2014). De film, die geregisseerd werd door Phil Lord en Christopher Miller, werd een kaskraker en sleepte de BAFTA voor beste animatiefilm in de wacht. McKay sprak tevens voor deze film de stem in van Larry de Barista.
Nadien regisseerde McKay The Lego Batman Movie (2017), een spin-off rond het LEGO-personage Batman dat ook in The Lego Movie te zien was.

## Filmografie
| Jaar      | Titel                       | Regisseur | Monteur | Scenarist | Producent |
| --------- | --------------------------- | --------- | ------- | --------- | --------- |
| 1995      | It's Now... or NEVER!       |           |         |           |           |
| 1997      | 35 Miles from Normal        |           |         |           |           |
| 1998      | Stricken                    |           |         |           |           |
| 1998      | Bullet on a Wire            |           |         |           |           |
| 2001      | Kwik Stop                   |           |         |           |           |
| 2002      | 2wks, 1yr                   |           |         |           |           |
| 2005–2011 | Robot Chicken               |           |         |           |           |
| 2005–2008 | Moral Orel                  |           |         |           |           |
| 2006      | The Sarah Silverman Program |           |         |           |           |
| 2009      | Titan Maximum               |           |         |           |           |
| 2014      | The Lego Movie              |           |         |           |           |
| 2017      | The Lego Batman Movie       |           |         |           |           |
| 2021      | The Tomorrow War            |           |         |           |           |